# Carrom
Carrom je dovednostní stolní hra, zvaná také „indický kulečník“. Je určena pro dva nebo čtyři hráče. Cílem hry je pomocí cvrnkání prsty dostat kotoučky do otvorů v rozích hrací desky.

## Pravidla
Hrací deska je vyrobena z překližky a má podobu čtverce o stranách dlouhých 74 cm. Povrch desky je pro snadnější klouzání kotoučů posypán kyselinou boritou (pro její zdravotní závadnost se doporučuje jako možná náhrada škrob). Hraje se s devatenácti kotouči ze dřeva nebo plastu, které se nazývají „carrom men“, mají průměr 3,02 až 3,18 cm, jsou silné 7 až 9 mm a váží 5 až 5,5 gramů. Devět kotoučů je bílých, devět černých a jeden červený, nazvaný „queen“ (královna). Hráči cvrnkají do většího kotouče nazvaného „striker“, který má průměr 4,1 cm a hmotnost 15 gramů. Hráči musí strikerem zasáhnout carrom men svojí barvy tak, aby spadl do jednoho z otvorů. Pokud se jim to nepodaří, vrací se striker do výchozí pozice a začíná hrát soupeř. Pokud spadne striker do některého otvoru, následuje penalizace. Sada končí, když jeden hráč nebo dvojice umístí všechny své kotoučky, získají pak tolik bodů, kolik soupeřových kamenů zbývá na hrací ploše. Za potopení královny potvrzené zásahem vlastního kamene se udělují tři body navíc. Obvykle se hraje na osm sad nebo do 25 bodů.

## Historie
Hra pochází pravděpodobně z indického subkontinentu, kde je populární společenskou aktivitou. Jejím nejstarším dokladem je skleněná hrací deska v paláci patijálského mahárádži. Ve dvacátém století se rozšířila do světa, především do zemí Commonwealthu, a začala se provozovat i závodně. V roce 1988 byla založena Mezinárodní carromová federace, která má osmnáct členských zemí a pořádá od roku 1991 mistrovství světa. Česká carromová asociace byla založena v roce 2010 a v roce 2017 vstoupila do Mezinárodní carromové federace.
Obdobnými hrami jsou crokinole a pichenotte, rozšířené především v Severní Americe. Existuje také počítačový carrom, který se dá hrát po internetu.